# Eulemur rufus
El lémur marrón de frente roja (Eulemur rufus) es una especie de primate estrepsirrino de la familia Lemuridae, endémico de Madagascar. Este lémur fue considerado previamente una subespecie de Eulemur fulvus.

## Características
Vive en la costa occidental de Madagascar, en los bosques secanos de las tierras bajas.  También tiene un lugar de distribución en Madagascar oriental, entre los ríos Mangoro y Onive, hasta el Macizo Andringitra. Hay una considerable variación geográfica en la historia natural de esta especie. Las poblaciones occidentales tienden a tener territorios menores y densidades poblacionales mayores que las orientales, aunque el tamaño del grupo se mantiene bastante constante (generalmente entre 4 y 18 animales, con un promedio de 8 o 9). Ninguno de los estudios sobre las poblaciones ha mostrado dominancias jerárquicas, y las agresiones tienden a ser bajas.

## Dieta
La dieta es diversa, mezclando hojas, semillas, frutas, néctar y flores. Sin embargo, las poblaciones tienden a incorporar más hojas en su dieta. Las poblaciones occidentales son de hábitos diurnos, pero presentan mayor actividad nocturna durante las temporadas secas, mientras que las orientales no presentan variaciones.

## Reproducción
La reproducción es estacional. En las poblaciones occidentales típicamente un macho monopoliza todas las hembras, mientras que en las orientales ese comportamiento es menos típico.